# Tassili Airlines
Tassili Airlines (en arabe : طيران الطاسيلي), (Code IATA : SF ; code OACI : DTH), est une compagnie aérienne algérienne, filiale de la compagnie pétrolière Sonatrach jusqu'en juin 2025, date à laquelle elle est transférée à Air Algérie sous le nom de Domestic Airlines. Créée en 1998, elle assure historiquement des vols réguliers intérieurs et le transport des ouvriers vers les gisements de pétrole et de gaz du Sahara algérien. Aujourd'hui, elle assure également des vols à l'international. Sa principale plate-forme de correspondance est l'aéroport d'Alger - Houari Boumédiène.
Depuis octobre 2011, Tassili Airlines propose une offre voyageurs pour le grand public sur des vols intérieurs et internationaux.

## Historique

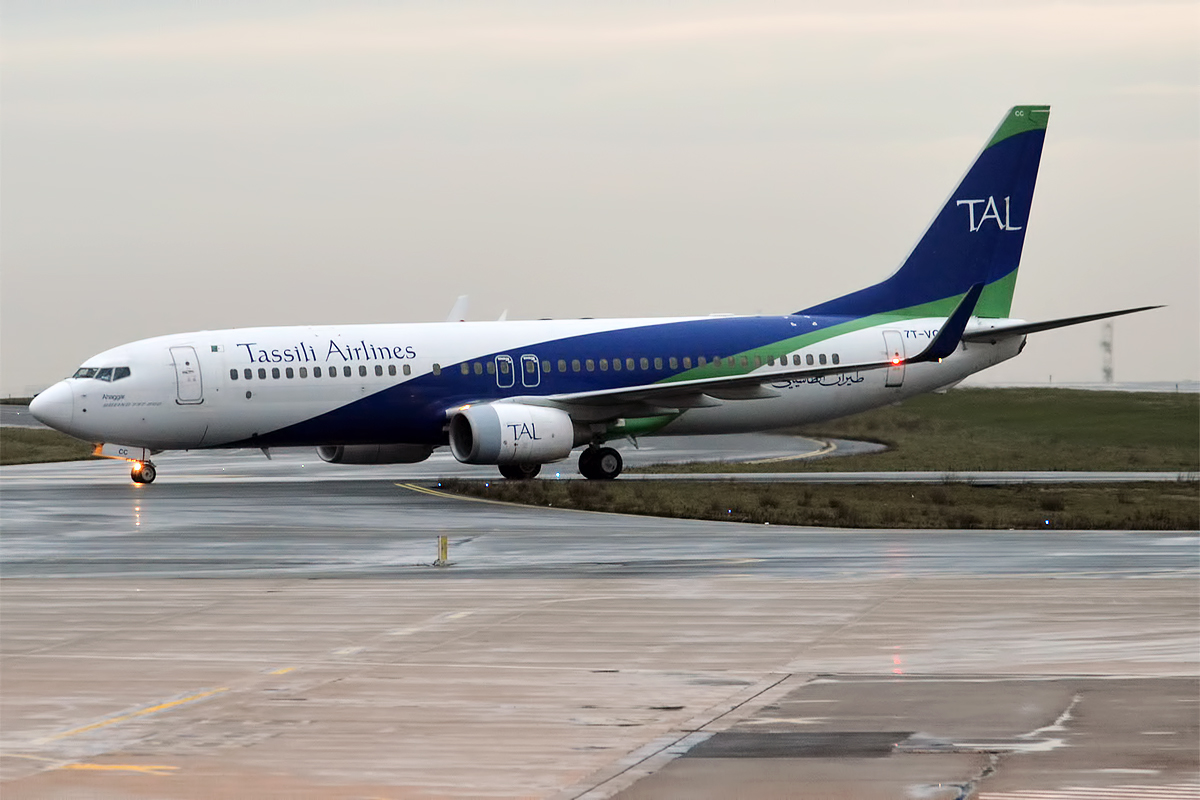
Boeing 737

Tassili Airlines est créée le 4 mars 1998 et effectue ses premiers vols en avril 1999[réf. nécessaire]. Tassili Airlines est initialement une coentreprise entre la compagnie aérienne Air Algérie et la compagnie pétrolière Sonatrach. En 2005, elle devient une filiale à 100 % de Sonatrach après le rachat des actions que détenait Air Algérie. Sonatrach décide alors de restructurer la compagnie Tassili Airlines en un groupe aérien qui dispose de trois filiales :
Naftal Tassili Air, qui s'occupe du transport des travailleurs du secteur à partir des gisements d'hydrocarbures, Tassili Airlines, qui s'occupe du transport public national et international, de passagers et de marchandises, Tassili Travail Aérien (TTA), filiale de Tassili Airlines, qui s'occupe du travail aérien. 
En octobre 2010, une convention est signée avec le ministère de la Santé algérien pour la fourniture d'équipages et d'avions capables d'assurer des évacuations sanitaires depuis le grand sud algérien vers les hôpitaux du nord du pays, pour la prise en charge des maladies graves (cancer, blessures graves...).
Le 28 septembre 2011, Tassili Airlines reçoit l'autorisation du ministère des Transports algériens d'effectuer des vols grand public. Le 4 octobre 2011, la compagnie aérienne réceptionne son quatrième Boeing 737-800 et procède à l'inauguration de sa première agence commerciale à l'aéroport d'Alger - Houari Boumédiène,. Depuis fin novembre 2011, la compagnie aérienne a obtenu le label international de qualité  IOSA, délivré par l'Association internationale du transport aérien (IATA). Le 28 septembre 2012, la compagnie a inauguré son premier vol international à destination de Rome. Le 5 juillet 2013, la compagnie a inauguré deux vols internationaux à destination de Saint-Étienne et Grenoble en France.
Le 13 novembre 2014, la compagnie inaugure deux nouvelles liaisons à destination de Marseille et Strasbourg en France. Le 10 juillet 2015, la compagnie inaugure une nouvelle liaison à destination de Lyon en France. Le 4 juin 2016, la compagnie inaugure une nouvelle liaison au départ de Constantine et à destination de Strasbourg.
Le transfert de propriété de Tassili Airlines de Sonatrach vers Air Algérie a commencé le 19 juin 2025. Selon le ministère algérien des Transports, cette démarche vise à améliorer le transport aérien intérieur.

## Destinations
La compagnie Tassili Airlines dessert les principaux aéroports algériens, notamment ceux proches des zones pétrolifères ou de gisements de gaz naturel du Sahara algérien tels que les aéroports d'Hassi Messaoud, d'Hassi R'Mel et de Zarzaitine.
En juillet 2013, elle ouvre ses premières destinations des vols réguliers nationales et l'international au grand public :
- Algérie
  - Adrar- Aéroport d'Adrar - Touat - Cheikh Sidi Mohamed Belkebir
  - Alger - Aéroport d'Alger - Houari Boumédiène (Base)
  - Annaba- Aéroport d'Annaba - Rabah Bitat
  - Batna - Aéroport de Batna - Mostepha Ben Boulaid
  - Béjaia - Aéroport de Béjaïa - Soummam - Abane Ramdane
  - Béchar- Aéroport de Béchar - Boudghene Ben Ali Lotfi
  - Constantine- Aéroport de Constantine - Mohamed Boudiaf
  - Djanet- Aéroport de Djanet - Tiska
  - El Oued- Aéroport d'El Oued - Guemar
  - Ghardaïa- Aéroport de Ghardaïa - Noumérat - Moufdi Zakaria
  - Hassi Messaoud- Aéroport d'Hassi Messaoud - Oued Irara - Krim Belkacem (Base)
  - Hassi R'Mel- Aéroport d'Hassi R'Mel - Tilrhemt
  - Illizi- Aéroport d'Illizi - Takhamalt
  - In Aménas- Aéroport de Zarzaïtine - In Amenas
  - Mascara[12]
  - Mechria[12]
  - Oran- Aéroport d'Oran - Ahmed Ben Bella
  - Sétif- Aéroport de Sétif - 08 mai 1945
  - Tamanrasset- Aéroport de Tamanrasset - Aguenar - Hadj Bey Akhamok
  - Tindouf- Aéroport de Tindouf
  - Tlemcen- Aéroport de Tlemcen - Zenata - Messali El Hadj
  - El-Bayadh
- France
  - Nantes- Aéroport de Nantes Atlantique
  - Strasbourg- Aéroport de Strasbourg-Entzheim
  - Paris- Aéroport de Paris-Charles-de-Gaulle

## Flotte

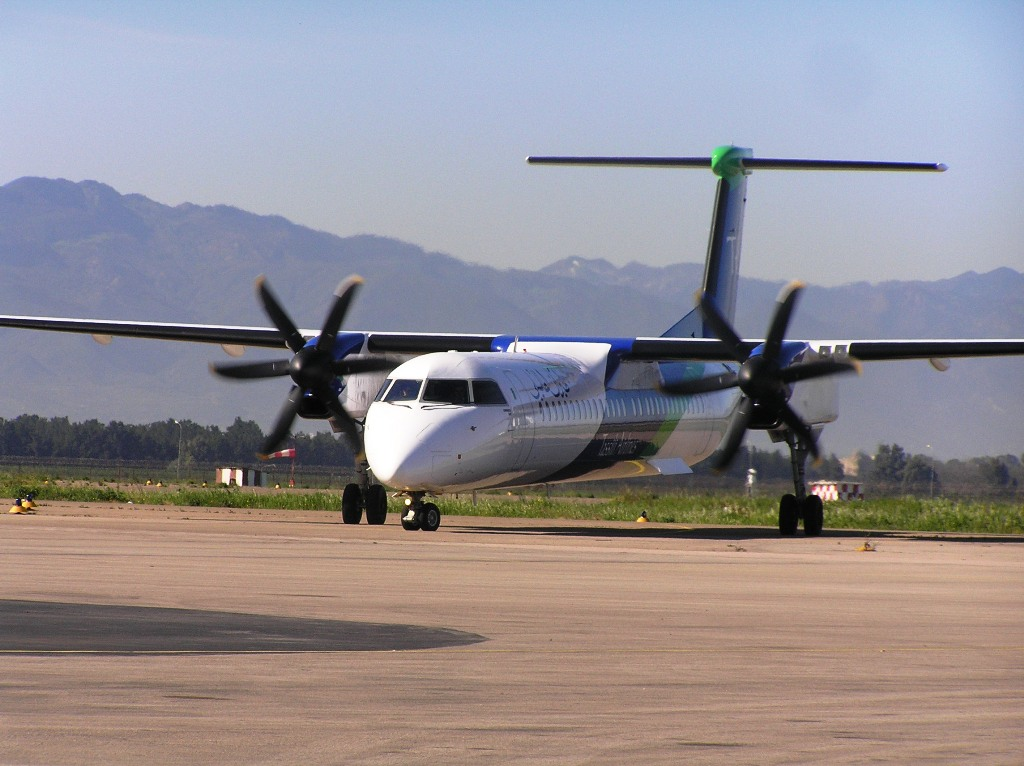
Dash8-Q400

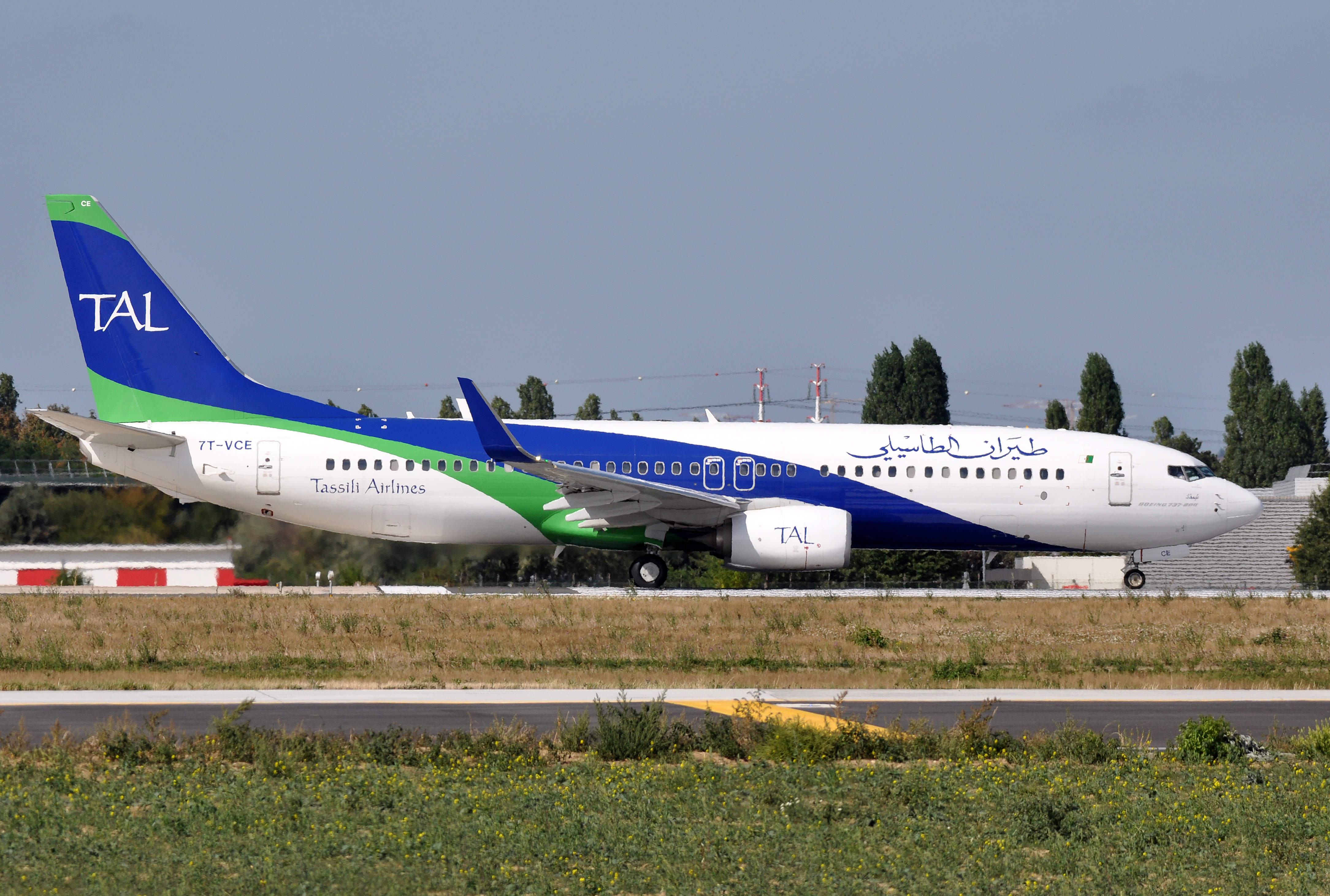
Boeing 737-800 7T-VCE

La flotte de Tassili Airlines se compose de 15 aéronefs :

## Statistiques
La compagnie Tassili Airlines a transporté 500 000 passagers en 2010. En 2017, Tassili Airlines a transporté 837 000 passagers dont 751 000 passagers à travers le réseau national et 86 000 sur le réseau international.

## Gouvernance

### Liste des dirigeants de la compagnie
- Adil Cherouati (2019-2020)[15]
- Sid Ahmed Tazka (2020)[16]
- Djamel Moualek (2020-2021)[15]
- Abdessamad Ourihane, depuis février 2021[17]

## Accidents
- Le 28 janvier 2004, vers 21 h heure locale, un Beechcraft 1900D de la compagnie Tassili Airlines (immatriculé 7T-VIN) s'est brisé à environ 10 km au nord de l'aéroport de Ghardaïa. L'appareil, en provenance de l'aéroport d'Hassi R'Mel, était en phase d'approche et s’apprêtait à atterrir sur l'aéroport de Ghardaïa. Le pilote a dû annuler son atterrissage du fait de la présence d’un autre avion sur la piste. Lors de sa nouvelle tentative d'atterrissage, l’avion heurtant le sol s'est brisé en partie. L’avion avait cinq personnes à bord, deux passagers et trois membres d’équipage. Le copilote Mebarki Mohamed, blessé lors de l’accident, décède quelques jours plus tard[18].
- Le 3 mars 2019, vers 8 h 56 heure locale, un Beechcraft 1900D de la compagnie Tassili Airlines (immatriculé 7T-VIO). L'avion a subi une panne du train d'atterrissage principal gauche lors de l'atterrissage à l'aéroport d'Ouargla - Aïn Beida, à Ouargla, en Algérie. L'avion a subi des dommages inconnus et il n'y a eu aucun blessé parmi les seize passagers[19].

## Galerie de photos

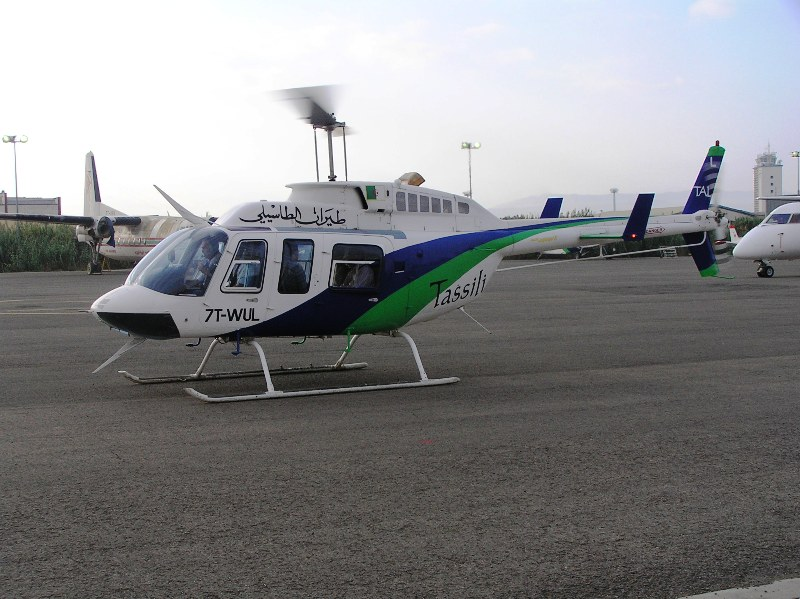
Hélicoptère Bell 206
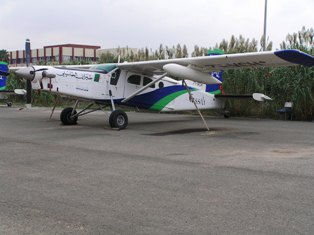
Pilatus PC-6
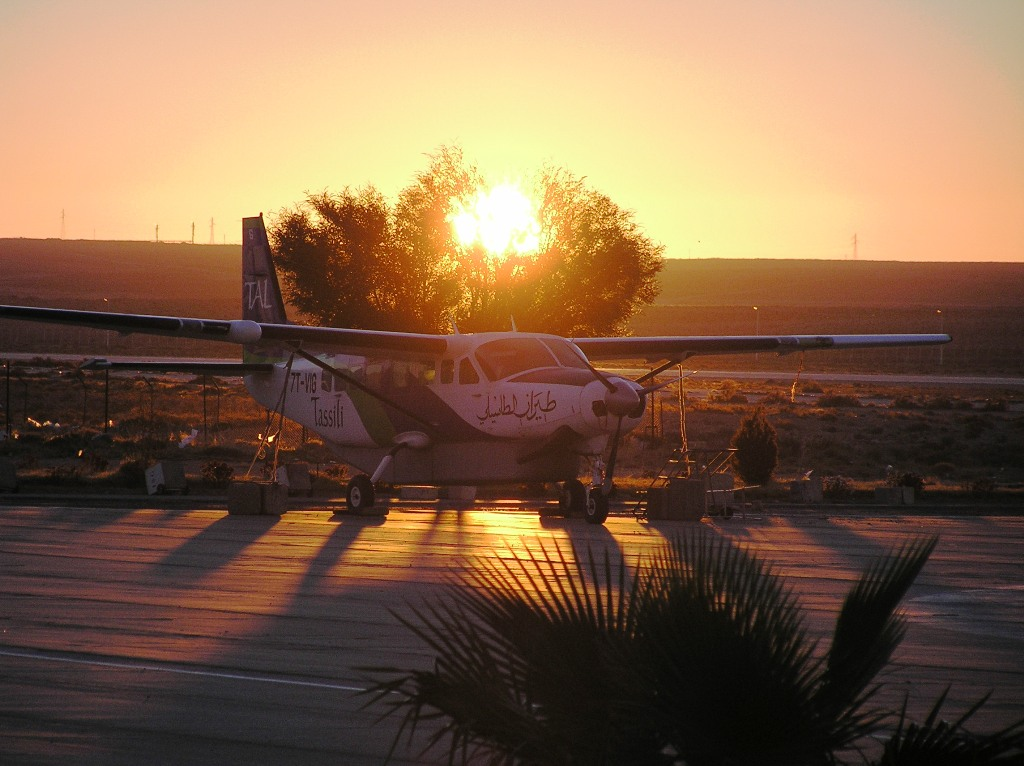
Cessna C208B
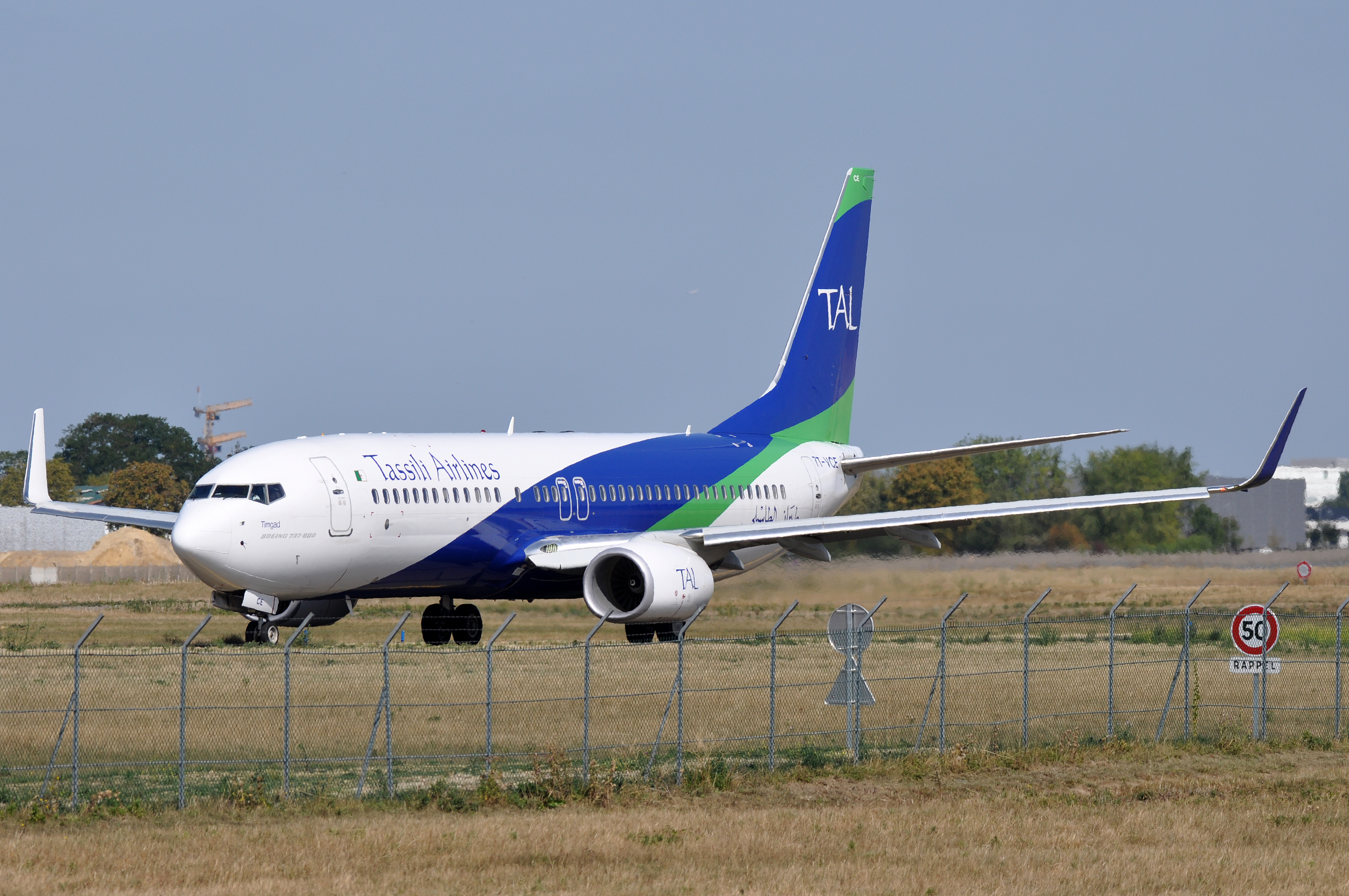
Boeing 737-800